# Inwi
Inwi (en arabe : إِنْوِي), anciennement connue sous le nom de Wana, est une entreprise de télécommunication marocaine. Avec plus de 380 agences, Inwi est la troisième société de télécommunications au Maroc après Maroc Telecom et Orange Maroc (anciennement Meditel). Inwi est un réseau qui couvre plus de 92 % du territoire du pays.
Fondée par Karim Zaz puis devenue filiale d'Al Mada (ex-SNI) et du consortium koweïtien Al Ajial-Zaïn, Wana Corporate opère sur les segments de la téléphonie fixe et mobile et sur celui de l'internet à travers sa marque « Inwi ». Ses offres sont destinées aussi bien à la clientèle grand public que celle des entreprises. 
L’opérateur emploie près de 1 200 collaborateurs et compte plus de 12 millions de clients mobiles[réf. souhaitée].

## Historique
Basée à Casablanca, Wanadoo Maroc a été créée en 1999 par Karim Zaz. En 2004, et à la suite du retrait de France Télécom, Wanadoo Maroc a vendu sa filiale marocaine « Connect » à des investisseurs locaux : Attijariwafa bank et la Caisse de dépôt nationale par l'intermédiaire de sa filiale, Fipar holding.
En 2005, l'ONA est devenu l'actionnaire de référence de Maroc Connect. En 2006, Maroc Connect a remporté la troisième licence 3G au Maroc.
En 2007, Maroc Connect est devenu Wana, le troisième opérateur de la maison de téléphones et internet 3G. En 2009, Wana remporte la troisième licence GSM au Maroc avec sa marque Inwi. En février, le consortium Koweïtien Zain/Alajial prend le contrôle de 31 % du capital de Inwi.
Un an après son lancement, Inwi a déclaré cinq millions de clients en février 2010, et 13,5 % de parts de marché en décembre 2010.
À la fin de 2012, Inwi avait un chiffre d'affaires de 6,3 milliards de MAD, en croissance de 11 % par rapport à l'année précédente. En termes de parts de marché, Inwi détient (fin juin 2013) 26,40 % du marché de la téléphonie mobile et 56,50 % du marché de la téléphonie fixe. Sa part du marché de l’internet 3G au Maroc atteint 13,82 %.
En mars 2015, Wana a obtenu sa licence 4G pour la marque Inwi. La marque a obtenu la meilleure note selon les critères définis par l'ARNT (couverture de l'engagement, de la qualité de service et le plan d'entreprise pour le déploiement du haut et très haut débit au Maroc).
La décision de l'ARNT de bloquer la Voix sur IP a provoqué une campagne en ligne, incluant les protestations de plusieurs opérateurs marocains, dont notamment Inwi, en 2016. L'entreprise a réagi en se retirant du parrainage des Maroc Web Awards et a commencé le développement d'une application pour utiliser les services VoiP.
En septembre 2016, Inwi a été le premier opérateur à offrir la technologie VoLTE (Voice Over LTE) à ses abonnés 4G. Également en 2016, Inwi a reçu le Marocain Digital Awards, qui récompense les meilleures entreprises qui se démarquent dans le monde numérique, pour son initiative sociale « Dir Iddik », une plate-forme reliant le monde associatif avec des bénévoles. Plus de 50 000 personnes se sont inscrites depuis à ce service.
Le 4 avril 2019, après des mois de campagne publicitaire diffusant le hashtag #ckoiwin, Nadia Fassi-Fehri, PDG du groupe, annonce le lancement de Win, un nouvel opérateur télécoms entièrement digital. Cet opérateur, disponible via une application pour mobile ou un site web, a été créé en partenariat avec notamment Salesforce, société américaine leader mondial des outils de la gestion de la relation client et Vlocity, l'un des leaders du secteur du développement de logiciels cloud pour l’industrie.
Le 30 septembre 2020, le conseil d'administration a nommé Azzedine El Mountassir Billah comme président directeur général de transition pour Wana Corporate. Sa mission est de mettre en place une nouvelle organisation permettant de consacrer Wana Corporate comme un acteur significatif au service de la numérisation de ses clients, d'accélérer l'inclusion financière à travers le paiement mobile et de lancer l'internationalisation de la société en fixant un cap de développement ambitieux en Afrique.
En 2020, l’opérateur téléphonique national Inwi a conclu un contrat avec la FRMF comme nouveau sponsor du championnat national, qui s’appellera désormais “Botola Pro Inwi”.

## Activités

### Téléphonie mobile
En 2016, la part de marché d'Inwi dans la téléphonie mobile est estimée à 24,2 % et atteint 28 % fin 2021. À la suite de l'ouverture des numéros à sept chiffres par l'ARNT, les clients Inwi ont eu la possibilité de personnaliser leur numéro de téléphone.

### Téléphonie résidentielle
La part de marché d'Inwi dans la téléphonie fixe est de seulement 3,14 %.

### Internet
Inwi offre l'accès à Internet pour les professionnels via une connexion haut débit ADSL et fibre optique ainsi que la 3G et la 4G couverture pour les particuliers. En juin 2016, la marque détient 25,15 % des parts de marché, en deuxième position derrière Maroc Telecom. Elle compte plus de dix-sept millions d'abonnés à Internet.

### Le service de VoiP
Né de l'alliance entre Wana et la société française Phone Systems & Network en 2007, Bladiphone offre un service de communication entre la France et le Maroc par le biais de la technologie VoiP.

### Offre de Double Jeu
En 2017, et en partenariat avec la marque WanaOne, l'opérateur a développé une boîte permettant une amélioration de l'accès à Internet et de la téléphonie pour les entreprises.

### Cloud
À compter de 2016, l'exploitant a proposé des services Cloud professionnels, appelés « Entreprises Numériques de Travail ».

### Paiements mobiles
Inwi Money est la marque dans le domaine du paiement mobile d'Inwi. Le service connait des difficultés, notamment du fait d'une faible popularité et du départ de son directeur Nicolas Levi.

## Autres activités
À partir de octobre 2016, Inwi a développé une activité de conseil pour les entreprises numériques (en particulier dans les domaines des technologies vertes et des villes intelligentes), via un partenariat avec le Numa Casablanca incubateur. Un site consacré au programme d'incubation (Laboratoire Ouvert Inwi) et d'autres programmes de formation et de sensibilisation (Datacity) ont été lancés à cette occasion,. À l'occasion de la COP22 qui a eu lieu au Maroc à la fin de 2016, Inwi, en partenariat avec Marocaine Développeurs de jeux (MGD), a proposé un concours visant à promouvoir la création de la Marocaine des jeux vidéo.
Dans un contexte de proximité, inwi a lance « inwi innov Connect », une série de workshops collaboratifs réunissant des startups innovantes et les équipes internes de l’opérateur, abordant des thématiques, telles que les applications de l’intelligence artificielle dans les télécoms ainsi que l’étude des synergies entre l’opérateur global inwi et les startups pour le développement des offres destinées aux PME,,.